# پلاتیچوو
پلاتیچوو (به صربی: Platičevo) یک منطقهٔ مسکونی در صربستان است که در Ruma municipality واقع شده‌است. پلاتیچوو ۲٬۷۶۰ نفر جمعیت دارد.